# Мојсије Балтић
Мојсије Балтић (Гора, 19. фебруар 1804. — Загреб, 31. октобар 1879) био је крајишки управни официр, политичар и привредни стручњак.

## Биографија
Основно школовање завршава у Глини а војну школу у Петрињи 1825. године. Школовање наставља у Грацу где се упознаје Људевита Гаја.
Око 1835. године долази из Граца у Петрињу где ради као штапски ађутант Друге банске пуковније. У Петрињи шири илирске идеје, помаже оснивање Музичког завода 1841. године, читаонице 1842. године и петрињске експозутире привредног друштва у Загребу 1843. године. Већ 1838. године пише Људевиту Гају о одјецима илирског покрета на подручју Друге банске пуковније.
Уочивши Балтићeve способности, 1848. године нови бан Јосип Јелачић позива га у Загреб дајући му као добром познаваоцу крајишке проблематике место у управи Војне крајине. Именовањем за члана банске владе, Мојсије Балтић је постао прва српска политичка личност у Загребу.
Касније постаје поджупан у Пакрацу, а од 1855. године постао је секретар Намесничког већа, па саветник земаљске владе у Загребу, где је водио привредно одељење.
Године 1848. и 1861. Балтић је као посланик и као члан одбора за решење крајишког питања учествовао у раду Хрватског сабора. У њему 1861. делује и у одбору за развијаање земаљских фондова, за политичко-управну организацију, за изградњу железнице Карловац-Ријека, за градњу сисачког моста те у одбору за финансијска питања.
Балтић је утемељитељ привредно-шумарског факултета у Крижевцима, а и подстицао је мноштво модернизацијских пројеката у хрватском друштву, од пољопривреде до жељезнице. Био је и један од покретача часописа „Позор“, 1860. године заједно са Богославом Шулеком којем је помогао да што више народних речи уђе у његов Немачко-хрватски речник.